# 그레타 리
그레타 리(Greta Lee, 1982년 3월 7일 ~ )는 한국계 미국인 배우이다.

## 학력
- 노스웨스턴 대학교

## 출연 작품
- 머니 몬스터 - 에이미 리 역
- 피츠 앤 스타츠 - 제니퍼 역
- 제미니
- 스파이더맨: 뉴 유니버스 - 라일라 역 (목소리)
- 러시아 인형처럼 - 맥신 역
- 패스트 라이브즈 - 노라 역